# 31580 Bridgetoei
31580 Bridgetoei è un asteroide della fascia principale. Scoperto nel 1999, presenta un'orbita caratterizzata da un semiasse maggiore pari a 2,4364834 UA e da un'eccentricità di 0,1449968, inclinata di 4,46918° rispetto all'eclittica.